# Hvalstad
Hvastald è un villaggio norvegese di circa 2.000 abitanti, facente parte della municipalità di Asker. È situata a circa 20 chilometri a sud-ovest di Oslo ed è facilmente raggiungibile tramite la linea ferroviaria Asker-Oslo.